# Pseudomisopates rivas-martinezii
Pseudomisopates rivas-martinezii är en grobladsväxtart som först beskrevs av Sánchez Mata, och fick sitt nu gällande namn av J. Güemes. Pseudomisopates rivas-martinezii ingår i släktet Pseudomisopates och familjen grobladsväxter. Inga underarter finns listade i Catalogue of Life.